# From Scratz - Scener Fra Knud Vesterskovs Billedverden
From Scratz - Scener Fra Knud Vesterskovs Billedverden er en dansk dokumentarfilm fra 2002, der er instrueret af Bent Staalhøj.

## Handling
Et dokumentarportræt af instruktøren og fotografen Knud Vesterskov. Filmen giver både et poetisk og realistisk billede af de sidste 15-20 års udvikling i de elektroniske billeder. Vesterskov har især søgt de foruroligende, poetiske og grænseoverskridende billeder.